# Louis Disbrow

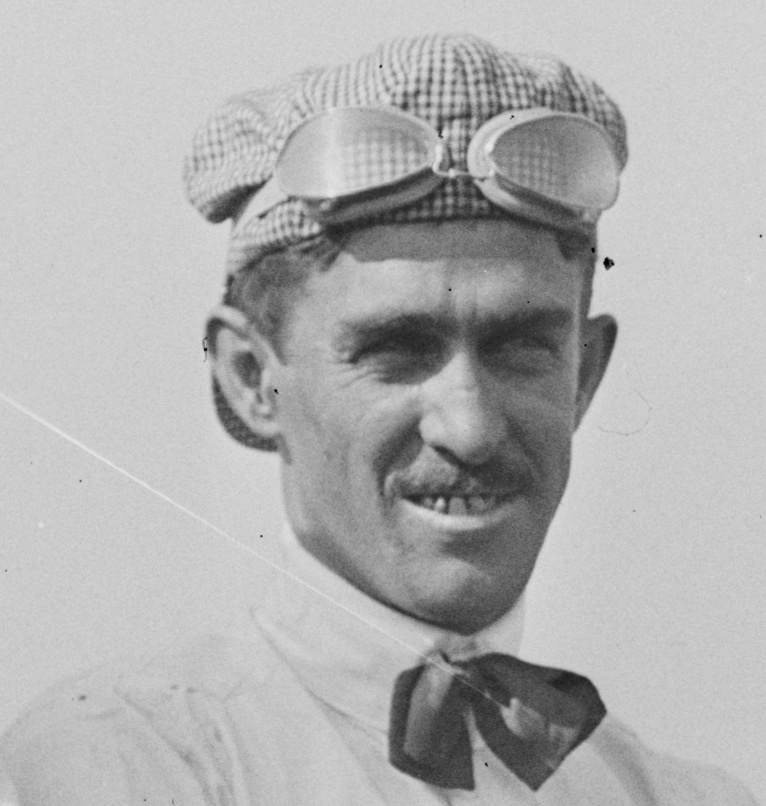
Louis Disbrow bei den 500 Meilen von Indianapolis 1911

Louis Arthur Disbrow (* 23. September 1876 in New York City; † 9. Juli 1939 in Philadelphia, Pennsylvania) war ein US-amerikanischer Autorennfahrer. 

## Leben
Disbrow war der Sohn eines wohlhabenden Düngemittelherstellers. Auch sein Großvater mütterlicherseits war ein reicher Geschäftsmann gewesen. Der Vater hatte der Familie auf Long Island ein komfortables Leben aufgebaut. Zu ihrem Besitz gehörte ein Sommerhaus in Good Ground. Vor seiner Karriere als Rennfahrer wurde Disbrow 1902 eines Doppelmordes an seiner damaligen Freundin Sarah R. Lawrence und an Clarence Foster beschuldigt. Die drei hatten gemeinsam eine Fahrt in einem Ruderboot unternommen und einzig Disbrow kehrte lebend zurück; die beiden anderen ertranken und ihre leblosen Körper wurden an die Küste gespült. Er kam während des Prozesses in das Riverhead-Gefängnis, wurde jedoch kurz darauf für „nicht schuldig“ befunden.
Disbrow arbeitete zeitweise als Garagenbesitzer, Flieger, Rennwagen- und Bootsbauer, sowie als Verkaufsleiter der Bauer Taxicab Mfg Co., Ingenieur und Zündkerzenhersteller. Er war ab 1902/1903 als Mechaniker und Trainer für Joan Newton Cuneo (1876–1934), der ersten US-amerikanischen Rennfahrerin tätig. Durch ihren Ehemann, Andrew Cuneo, bekam Disbrow die Gelegenheit selbst Rennen zu fahren. 1916 gründete er die Disbrow Motors Corporation.
Nachdem Disbrow den größten Teil seines Vermögens in der Weltwirtschaftskrise verloren hatte, starb er nahezu mittellos. Zuletzt arbeitete er in der Verwaltung des Leichenschauhauses von Philadelphia City. Er galt als einer der ersten Toprennfahrer Amerikas, gewann 1909 die „Atlanta Trophy“ und errang zudem 1911 Siege in Jacksonville und Philadelphia. Disbrow nahm auch an Motorbootrennen teil.
Louis Disbrow starb im Alter von 62 Jahren in seinem Heim in Philadelphia und hinterließ eine Witwe, Mary Meighan Disbrow. Die Beisetzung erfolgte auf dem New Cathedral Cemetery in Philadelphia. Die New York Times widmete ihm am 11. Juli 1939 einen Nachruf.

## Rennergebnisse
Disbrow nahm an den ersten vier Austragungen der 500 Meilen von Indianapolis teil (1911, 1912, 1913 und 1914). Sein bestes Ergebnis erzielte er 1913 mit dem 8. Rang in einem Fahrzeug der Case Corporation und erzielte ein Preisgeld von 1600 Dollar.
| Jahr             | Start/Nr.        | Start/Pos.       | Quali./Rang      | Quali./Rang      | Platz            | Runden |
| ---------------- | ---------------- | ---------------- | ---------------- | ---------------- | ---------------- | ------ |
| 1911             | 5                | 5                | –                | –                | 35               | 45     |
| 1912             | 5                | 24               | 76,540           | 23               | 18               | 67     |
| 1913             | 31               | 23               | 82,760           | 10               | 8                | 200    |
| 1914             | 1                | 24               | 86,790           | 28               | 16               | 128    |
| Gesamtrundenzahl | Gesamtrundenzahl | Gesamtrundenzahl | Gesamtrundenzahl | Gesamtrundenzahl | Gesamtrundenzahl | 440    |

Disbrow nahm 1910, 1911 und 1915 am Großen Preis von Amerika teil.